# Liste von Trägern des Ehrenzeichens Pro Ecclesia et Pontifice
In dieser nicht vollständigen Liste sind Träger des päpstlichen Ehrenzeichens Pro Ecclesia et Pontifice angeführt, die für besondere Verdienste um die Anliegen der römisch-katholischen Kirche und des Papstes damit ausgezeichnet wurden.

## A
- Jürgen Abeler
- Richard Henry Ackerman
- Joseph Victor Adamec
- Paweł Adamowicz
- Anton Aichinger
- Ellen Ammann
- Maria Ammann
- Mutter Angelica
- Tomasz Arabski
- Charlotte Armbruster

## B
- Karolina Rosalia Břskovsky[1]

- Eduard Baar von Baarenfels
- Minna Bachem-Sieger
- Benedikte von Dänemark
- Carl Beck
- Regina Benjamin
- Heinz Friedrich Benner
- Gaetano Bisleti
- Albert Bitter
- Wilhelm Bitter
- Martha Bolldorf-Reitstätter
- Rudolf Brückner-Fuhlrott
- Henriette Brey
- Hermann Brommer
- Georg August Buch (1957)[2]
- Georg Budke

## C
- Erich Charlier
- Charlotte von Monaco
- Camillo Cibin
- João Scognamiglio Clá Dias
- Mariano Cuenco

## D
- Kunibert Dahl
- Karen De Pastel
- Lorenz Diehl
- Karl Dillschneider
- Hertha Dominski (1977)[3]
- Toni Donhauser
- Paul Droll[4]

## E
- Josef Eckard
- Ambrosius Eßer
- Ludwig Eid
- Joseph Elsner senior
- Maria Eulenbruch

## F
- Josef Fehlig
- Michael Felke
- Johannes Fest

## G
- Dominique Gauthier
- Peter Geach
- Hermann Geiger
- Rosi Gollmann
- Paul Gotsbachner (2013)[5]
- Maria Gräfin Graimberg-Bellau
- Leonhard Gregotsch
- Benedikt Gsell
- Elisabeth Freifrau von und zu Guttenberg

## H
- Michael Hartl[6]

- Katharina Hagen[7]
- Camilla Härlin
- Naji Hakim
- Michael Haller
- Walter Anton Viktor Halstrick
- Josef Hauber
- Alexandrine Hegemann
- Helene Helming
- Toon Hermans
- Wilhelm Hohn
- Brigitte Huditz

## I
- Johannes Ibach

## J
- Franziska Jägerstätter[8]
- Adalbert Jochem[9]
- Luise Jörissen

## K
- Karoline Kahlen
- Bernhard Kaißer
- Joseph Kappen[10]
- Benedicta Maria Kempner
- Maria Kiene
- Reinhold Klügel
- Barry Christopher Knestout
- Theodor Körner (Politiker, 1941)[11]
- Alois Kostner
- Gerta Krabbel
- Gerhard Krampe
- Eberhard Kraus
- Klaus Kriesche
- Michael Krings
- Joseph Kromolicki
- Konrad Kümmel
- Johann Kirchhoff (Hauptlehrer i. R.)

## L
- Carola Lommer[12]
- Anna Langohr[13]
- Hans-Werner und Andrea Lichter[14]
- Ferdinand Leeb[15]
- Pascalina Lehnert
- Matthias Liebich
- Lothar Lies
- Paula Linhart
- Paul Locatelli
- Wolfgang Loschelder
- Dulce María Loynaz

## M
- Maria Imma Mack
- Henriette Katharina Mangold[16]
- Ludwig Marbe
- Maria Menz
- Toni Menzinger
- Gertrud Mezger
- Carl Miele
- Hubert Minz[17]
- Josef Mocker
- Gregor Müller
- Klaus Meilwes

## N
- Karl Tersztyánszky von Nádas
- Maria Niggemeyer

## O
- Mathilde Otto

## P
- Karl Anton Packenius
- Adelheid Pawlak[18]
- Lorenzo Perosi
- Philipp von Pfeiffer
- Ursula Piel
- Jan Hubert Pinand
- Klaus-Peter Pokolm
- Wanda Półtawska

## R
- Gustav von Rümelin
- Georg Rattel
- Marianne Reingen[19]
- Adelberta Reinhart
- Hubert Reuter
- Johann Peter Rieck
- Luise Rist
- Helene Rothländer
- Olga Rudel-Zeynek

## S
- Ruth Schaumann
- Jan Scheinost
- Horst Peter Schenkel
- Wolfgang Scherer[20]
- Heinrich Schramm[21]
- Maria Schmitz
- Maria Schneider[22]
- Anton Schöpfleuthner[23]

- Hiltigund Schreiber
- Marlies Schröder
- Bernhard Schulte
- Reinhard Schulte[24]
- Maria Schweitzer
- Clara Siebert
- Idamarie Solltmann
- Margarete Sommer
- Hermine Speier
- Georg Spickhoff
- Sophie Stecker
- Helga Steinberg[25]
- Johannes Storck
- Marlies Strauch
- Anna von Stubenberg[26]

## T
- Johannes Tacke
- Heinz Theile[27]
- Maria Luise Thurmair
- Joseph Treffert
- Fritz Tschol
- Jakob Tups

## V
- Franz Volkmer
- Dirk Hermann Voss

## W
- Anton de Waal
- Elisabeth Waldheim
- Karl Wallner
- Albert Wildauer
- Charles Woeste
- Erna Woll
- Elisabeth Widensky[28]
- Simon Wechselberger
- Erwin Winkler

## Z
- Rudolf Zahradník
- Anthony Zinni
- Hans-Josef Zinken